# 阿拉瓦伊區
11°37′17″S 76°40′13″W / 11.6213°S 76.6703°W
阿拉瓦伊區（西班牙語：Distrito de Arahuay），是秘魯的一個區，位於該國中南部利馬大區的坎塔省，面積134.3平方公里，海拔高度2,505米，2005年人口742，人口密度每平方公里5.5人。